# Gyé-sur-Seine
Gyé-sur-Seine é uma comuna francesa na região administrativa de Grande Leste, no departamento de Aube. Estende-se por uma área de 23,66 km². Em 2010 a comuna tinha 502 habitantes (densidade: 21,2 hab./km²).